# كلية الآداب (جامعة عين شمس)
كلية الآداب هي احدي كليات جامعة عين شمس، أنشأت عام 1950 م. تحتوي علي العديد من الأقسام بداخلها مثل قسم اللغة العربية، وقسم اللغة الفرنسية والإنجليزية. وأقسام أخرى مثل : الجغرافيا والتاريخ وعلم النفس.

## نشأة كلية الآداب وتطورها
- أُنشئت كلية الآداب مع إنشاء جامعة عين شمس في أواخر صيف عام 1950 بوصفها إحدى كليات جامعة عين شمس التي كانت تسمي عند صدور قرار إنشائها: جامعة إبراهيم باشا الكبير. لكنها ما لبثت أن أصبح اسمها جامعة عين شمس بوصفها تمثل استمرارا لأقدم جامعة عرفها العالم في تاريخه، وهي جامعة أون أي مدينة الشمس أو هليوبوليس كما عرفها اليونان، أو عين شمس كما عرفها العرب وهو اسمها الحالي.
- كان القسم الأدبي بالمعهد العالي للمعلمين نواةً لكلية الآداب، وقد كان مقره في حي شبرا ثم تحول إلي كلية الآداب بعد تطويره تطويرا شاملا، وقد انتقلت الكلية إلي مبناها الحالي ضمن إطار الحرم الجامعي عام 1962.
- يقع مبنى الكلية بشارع الخليفة المأمون بالعباسية داخل الحرم الجامعي وهو على مساحة 5420 متراً مربعاً. ويتكون المبنى من أربعة طوابق بمساحة إجمالية تبلغ 21680 متراً مربعاً. هذا إلى جانب مبنى آخر مربع الشكل مساحته 1300 متر مربع، ويتكون من طابقين كل طابق به مدرج. وتحيط بالكلية حدائق خضراء تبلغ مساحتها حوالي 1560 مترًا مربعًا.
- رؤى عند إنشاء الكلية ألا تكون صورتها مماثلة لشقيقتيها بجامعتي القاهرة والإسكندرية، فبالإضافة إلى هدف كل منها في توفير الدراسة الجامعية، فقد رؤى أن تسلك الكلية سبيلا آخر دلت التجربة علي فائدته المحققة؛ وذلك بأنها أخذت بنظام الشهادات بدلا من نظام السنوات، وكان الغرض من ذلك أن يتاح للطالب فرصة التعرف علي مجموعة من المواد الدراسية المتكاملة في مدة عام، بحيث تتكون عنده الذهنية العلمية في هذه المواد، ثم ينتقل إلي مجموعة أخرى وهكذا.
- تُعَد الكلية أول كلية في مصر أنشأت قسما مستقلا للغات الشرقية لدراسة الليسانس، وما بعدها في اللغات الشرقية الإسلامية والسامية وآدابها، كما كانت أول كلية أنشأت الدراسات النفسية والاجتماعية علي أساس حديث.[1]
- كانت الكلية تضم في بدايتها عشرة أقسام:

1. قسم اللغة العربية وآدابها.
2. قسم اللغة الإنجليزية وآدابها.
3. قسم اللغة الفرنسية وآدابها.
4. قسم اللغات الشرقية فارسي وعبري.
5. قسم اللغات الأوربية القديمة.
6. قسم التاريخ.
7. قسم الجغرافيا.
8. قسم الدراسات الفلسفية.
9. قسم الدراسات النفسية والاجتماعية.
10. قسم الآثار المصرية.

- بعد نشأة الكلية اقتصرت دراسة الآثار علي جامعة القاهرة، ومن ثم بدأت تصفية هذا القسم من جامعة عين شمس منذ العام الدراسي 1954-1955 بعد أن نهض برسالته خلال عمره القصير، حيث حصل منه علي الدكتوراه دارسان إلي جانب من حصلوا علي الليسانس. وفي عام 1974-1975 فُصلَ قسم الدراسات النفسية والاجتماعية إلي قسمين: قسم علم النفس وقسم علم الاجتماع. وفي عام 1983/1984 تغير اسم قسم اللغات الشرقية إلى قسم الأمم الإسلامية بعد أن ضم فرعاً للغة التركية، فضم فرعى اللغة الفارسية واللغة التركية معاً ثم أضيف إليها فرع جديد هو اللغة الأوردية بينما انفصل قسم اللغة العبرية ليصبح قسماً مستقلاً. وفي عام 2000 عاد القسم إلى اسمه الأول قسم اللغات الشرقية بوصفه أكثر شمولاً ومصداقية.

وتَعِدل اسم قسم اللغات الأوربية القديمة فأصبح قسم الدراسات القديمة ثم عدل مرة أخرى إلى قسم الدراسات اليونانية واللاتينية، وبعد تطوير الدراسات بالقسم وإدخال تخصصات أكثر شمولاً أصبح اسمه قسم الحضارة الأوربية القديمة.
وفي العام الدراسي 1996-1997 بدأت الدراسة في قسمين جديدين بالكلية هما: قسم علوم الاتصال والإعلام وقسم الإرشاد السياحي. وفي العام الدراسي 1998-1999 بدأت الدراسة في قسم الآثار ويضم ثلاث شعب هي: الآثار المصرية القديمة، واليونانية الرومانية، والإسلامية. وفي العام الدراسي 1999-2000 نشأ قسم المكتبات والمعلومات. وفي عام 2000-2001 أنشئت شعبة بقسم الإرشاد السياحي باللغة الفرنسية. وفي سبتمبر 2003 أنشئت شعبة نظم المعلومات الجغرافية بقسم الجغرافيا. وفي عام 2005-2006 نشأ قسم الدراما والنقد المسرحي بالكلية.

## أقسام الكلية
1. قسم اللغة العربية وآدابها.
2. قسم اللغة العبرية وآدابها.
3. قسم لغات الأمم الإسلامية: شعبة اللغة التركية وآدابها، وشعبة اللغة الفارسية وآدابها، وشعبة اللغة الأوردية وآدابها.
4. قسم اللغة الإنجليزية وآدابها.
5. قسم اللغة الفرنسية وآدابها.
6. قسم الحضارة الأوروبية القديمة.
7. قسم التاريخ.
8. قسم الجغرافيا: الشعبة العامة، وشعبه نظم المعلومات الجغرافية.
9. قسم الدراسات الفلسفية.
10. قسم علم النفس والفلسفة
11. قسم علم الاجتماع.
12. قسم الإرشاد السياحي باللغة: العربية، والفرنسية، والإنجليزية.
13. قسم علوم الاتصال والإعلام.
14. قسم المكتبات والمعلومات.
15. قسم الآثـــــار:شعبة آثار مصرية، وشعبة آثار إسلامية، وشعبة آثار يونانية ورومانية.
16. قسم الدراما والنقد المسرحي.